# Shrewsbury, Massachusetts

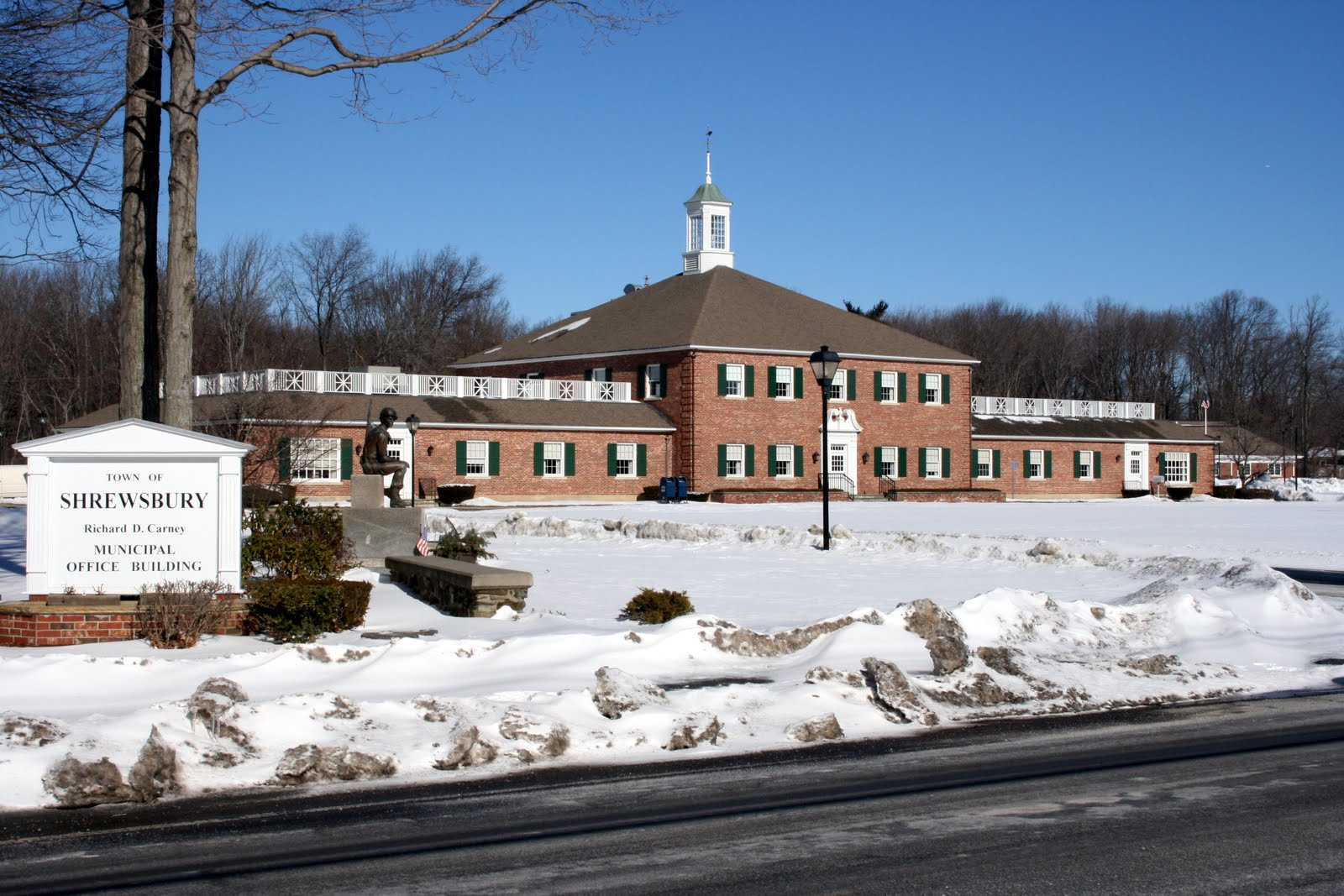
Kommunalhuset i Shrewsbury.

Shrewsbury är en kommun (town) i Worcester County, Massachusetts, USA.  Vid folkräkningen år 2010 bodde  35 608 personer i kommunen.  Kommunen har enligt United States Census Bureau en area på totalt 4 090 km², varav 176 km² är vatten. 